# Вилијам Чејмберс
Вилијам Чејмберс (енгл. Sir William Chambers; 23. фебруар 1723 — 10. март 1796) био је шкотски архитекта и пејзажни архитекта. Рођен је Гетеборгу у Шведској, где је његов отац био трговац. Од 1740. до 1749. био је запослен у Шведској источноиндијској компанији и више пута је путовао у Кину где је изучавао кинеску архитектуру и декорацију.
Вративши се у Европу, студирао је архитектуру у Паризу са Жак-Франсоом Блонделом, провевши пет година у Италији. Године 1755. долази у Енглеску и почиње са архитектонском праксом у Лондону. На препоруку Џона Крајтона Стјуарда, првог маркиза од Бјута 1757. именован је за архитектонског саветника Принца од Велса, касније Џорџа III од Велике Британије, а 1766, такође, са Робертом Адамом, постао је краљев архитекта, ово је био незванични назив (положај без стварне плате из Канцеларије рада) Радио је за царску удовица Аугусту, принцезу од Велса, фантастичне вртне зграде у лондонској ботаничкој башти Кју. Године 1757. објавио је књигу кинеских пројеката који су имали значајан утицај на савремену архитектуру. Свој интерес за Кину продубио је својом дисертацијом Dissertation on Oriental Gardening (1772), имагинарној разради савремених енглеских идеја о натуралистичком стилу врта у Кини.
Године 1759. његова озбиљнија и академскија Расправа о грађевинској архитектури имала је утицај на градитеље, а имала је више издања до 1826. године. Његов утицај такође се преноси на низ млађих архитеката које обучава у свом бироу, укључујући Томаса Хардвика Џуниора (1752−1825) који му помаже у градњи Сомерсет хауса (Somerset House) и који је написао биографију о Чејмберсовом животу.
Он је био главни противник Адамовог британског неокласицизма. Чејмберсова размишљања су шира, више интернационална (његово витештво потиче од шведске репутације) и била су под утицајем континенталног неокласицизма који се испољавао у дизајну за британску клијенателу. Друга посета Паризу, 1774. године, потврђује француски калуп његовог трезвеног и конзервативно префињеног споја неокласицизма и Паладијанских конвенција.
Године 1766. Чејмберс је изабран за страног члана Краљевске шведске академије наука. Од 1761. године обављао је дужност незваничног краљевог архитекте, а онда је унапређен са званичном титулом контролора радова за Краља 1769−1782, коначна промоција била је у дужност генералног надзорника и ревизора 1782. године и то звање задржава до смрти.
Дана 10. децембра 1768. основана је Краљевска академија, Чејмберс је играо важну улогу у догађајима који воде до оснивања Академије. У записнику Генералне скупштине Краљевске академије од 14. децембар 1768. стоји да је господин Чејмберс од краја новембра 1768, па до тада чекао да обавести Краља да многи уметници од угледа заједно са њим желе да оснују удружење које треба да ефикасније промовише уметност дизајна. Именован је за првог благајника Академије.
Чејмберс је умро у Лондону 1796. Сахрањен је у Поетском углу Вестминстерске опатије.

## Писани радови
- Designs of Chinese buildings, furniture, dresses, machines, and utensils : to which is annexed a description of their temples, houses, gardens, &c (London) 1757
- Desseins des edifices, meubles, habits, machines, et ustenciles des Chinois ; Auxquels est ajoutée une descr. de leurs temples, de leurs maisons, de leurs jardins, etc. (London) 1757
- A treatise on civil architecture in which the principles of that art are laid down and illustrated by a great number of plates accurately designed and elegantly engraved by the best hands (London) 1759
- Plans, Elevations, Sections and Perspective Views of the Gardens and Buildings at Kew in Surrey (London) 1763
- A dissertation on oriental gardening. (London) 1772

## Главни радови
- Roehampton Villa (largely extant including interior ceilings), now called Parkstead House, for William Ponsonby, 2nd Earl of Bessborough. Also designed two garden temples (one to be re-erected by 2008), similar to those at the Royal Botanic Gardens, Kew.[6]

- Within Kew Gardens, some of his buildings are lost, those remaining being the ten-storey Pagoda, the Orangery, the Ruined Arch, the Temple of Bellona and the Temple of Aeolus.[7]

- The Pagoda, in Pagoda Gardens, Blackheath, London is attributed to Chambers. A three-storey house built as a pavilion (c. 1775) for the Duke and Duchess of Buccleuch, it features a gabled Chinese-style roof with dramatic upturned corners. Caroline of Brunswick lived here after her separation from her husband, the Prince Regent, in 1799.

- Somerset House in London, his most famous building, which absorbed most of his energies over a period of two decades (1776–1796)

- The gilded state coach that is still used at coronations.

- Hedsor House, Buckinghamshire, the seat of Lord Boston, equerry to George III.[8]

- For James Caulfeild, 1st Earl of Charlemont, he designed Charlemont House and the Casino at Marino, as well as the Chapel and Theatre in Trinity College, Dublin.

- He is also associated with Gothic additions to Milton Abbey in Dorset and the planning of the nearby rural village of Milton Abbas, sometimes considered the first planned settlement in England. This work was carried out in collaboration with landscape gardener Capability Brown in 1780 for Joseph Damer, the Earl of Dorchester, who wanted to relocate the existing village further away from his home at the Abbey.

- The Wick House, commissioned in 1772 by painter Sir Joshua Reynolds.

## Листа архитектонских радова[9]

### Радови у Лондону
- Kew Gardens, Kew, Surrey, various structures: House of Confucius (1749) demolished, Frederick, Prince of Wales Mausoleum (unexecuted), Gallery of Antiquities (1757) demolished, Orangery (1757–61), Temple of Pan (1758) demolished, Temple of Arethusa (1758) demolished, Alhambra (1758) demolished, Garden Seat (1758) demolished, Porter's Lodge (1758) demolished, Stables (1758) demolished, Temple of Victory (1759) demolished, Ruined Arch (1759), Theatre of Augusta (1760) demolished, Temple of Bellona (1760), Menagerie (1760) demolished, Exotic Garden (1760) demolished, Mosque (1761) demolished, Temple of the Sun (1761) demolished, Pagoda (1761–62), Temple of Peace (1763) demolished, Temple of Aeolus (1763), Temple of Solitude (1763) demolished, Palladian Bridge (1763) demolished, Dairy (1773) demolished and alterations to Kew House (demolished)
- Leicester House, Leicester Square, alterations (1757) demolished
- Carlton House, alterations, (1757–61), new porters lodge and remodelled entrance passage (c.1761), later virtually rebuilt (1783-6) by Henry Holland demolished
- Richmond House, Whitehall, Gallery, greenhouse, Gate to Privy garden (1759–60) demolished
- Parksted House (now Manresa House), Roehampton (1760)
- 47 Leicester Square, Sir Joshua Reynolds's house, new painting room and gallery (c.1760-2) demolished
- Pembroke House, Whitehall, internal decoration (1760) riding house (1773) demolished
- Buckingham Palace (then Queen's House), addition of north & south wings, west and east libraries, the octagon library, interior decorations and riding house (1762–68) none of this work survives
- Grantham House, Whitehall, alterations (1760s) demolished
- 25 Grosvenor Square, internal alterations (1762) demolished
- Richmond Palace, Richmond, various designs (1762, 1764, 1769, 1775) none executed
- 45 Berkeley Square, internal decoration (1763-7)
- 13-22, 44-58, Berners Street, (1764–70)
- Gower House, Whitehall, Chamber's largest town house (1765–74) demolished
- German Lutheran Chapel, Savoy Palace, (1766) demolished
- 20 Grosvenor Square, internal alterations (1767) demolished
- Observatory, Richmond Gardens, for George III (1768)
- 6 Cheyne Walk, Chelsea (c.1768)
- St. James's Palace, internal decorations (late 1760s)
- 21 Arlington Street, Westminster(1769)
- Milton House, Park Lane (road), entrance gate and screen (1769–71) demolished
- Bedford House, Bloomsbury, London, alterations and internal decorations (c.1769-c.1772) demolished
- 79 Piccadilly, alterations including addition of attic storey (1770–71) demolished
- Errington House (later Warwick House), Cleveland Row (1770–71) demolished
- House Knightsbridge (1770–72) demolished
- Wick House, Richmond (1771)
- 3 St. James's Square, internal alterations (1771) demolished
- The Earl and Countess of Mountrath's tomb, St. John's Chapel, Westminster Abbey (1771)
- Melbourne House Piccadilly, (1771–76) converted to the Albany by Henry Holland (1803-4)
- Marlborough House, addition of attic and internal alterations including new chimney-piece in the state drawing room (1771–74)
- 14 Cecil Street, interior work (c.1772)
- 62 Curzon Street (1773)
- 15 George Street,internal alterations and Doric porch (1774)
- 51 Grosvenor Street, alterations (1774-5)
- Somerset House, Chamber's magnum opus (1776–96), the building was unfinished at Chamber's death and continued in (1829–31) under Robert Smirke who added the east wing

### Енглеска ван Лондона
- Goodwood House, Sussex, South wing of house & stables (1757–60)
- Wilton House, Wiltshire, Triumpha lArch, Casina, Rock Bridge, Library, Tennis Court (1757–74)
- Duntish Court, Dorset, new house (1760)
- Poston Court, Herfordshire, Casino (1760)
- Newby Park, (now Baldersby Park), Baldersby, Yorkshire, alterations to the house, Pheasantry and Menagerie (c.1760)
- Peper Harow House, Surrey (1760–65)
- Osterley Park, Middlesex, north front and gallery (1761) the rest of the house by Robert Adam
- Beechwood, Hertfordshire, Dining Room (1761)
- The Hyde, near Ingatestone, Essex, hall and staircase (1761)
- The Hoo, Herfordshire, alterations and interior decoration, bridge, temple, gateway, stables, boat house & gate piers (c.1762)
- Temple of Romulus and Remus, Coleby Hall, Coleby, North Kesteven, Lincolnshire (1762)
- Styche Hall, Shropshire new house and stables (1762–66)
- Walcot House, Shropshire, remodelling (1764-7)
- Teddington Grove, Middlesex, new house, greenhouse and temple (c.1765)
- Whitton Place, Middlesex, Mausoleum, redecoration of house, Roman Bathhouse, Greenhouse, Temple of Aesculapius (1765–90)
- Completion of John Vardy's House for Andrew Drummond (Vardy had died), Stanmore, Middlesex, (1765–70)
- Houghton House, Houghton Conquest, Bedfordshire, restoration and alterations (1765) now a ruin
- Kirkleatham Hall, Kirkleatham, Yorkshire, the gallery (c.1765)
- Woodstock Town Hall, Woodstock, Oxfordshire (1766)
- Blenheim Palace, Oxfordshire, Internal decorations, furniture, gateway to kitchen garden, Blagdon Bridge, Temple of Diana, Temple of Flora, Flower Garden, erection of Bernini Obelisk (1766–1775)
- Monument to Wriothesley Russell, 2nd Duke of Bedford, St. Michael's Church Chenies (1766)
- Wrest Park, Bedfordshire, Chinese Pavilion attributed (c.1766)
- Ansley Hall, Ansley, Warwickshire Chinese temple (1767)
- Barton Hall, Norfolk, Library (1767)
- Terling Place, Essex, work of unknown nature (1767-8)
- Woburn Abbey, Bedfordshire, South wing, including Eating Room and Library and Basin Bridge (1767–72)
- Cobham Hall, Kent, new rooms in south wing including the library, raising of attic (c.1767-70)
- Southill House, Southill, Bedfordshire, alterations (c.1768) the house was later rebuilt by Henry Holland
- Ampthill Park, Ampthill, Bedfordshire, addition of wings and redecoration of the interiors (1768–72)
- Milton Abbey, new house, porter's lodge and west front of Abbey church, uniquely for Chambers all in Gothic revival style
- New House, Woodstock, Oxfordshire (c.1769)
- Danson House, Kent, internal alterations including new chimney-pieces, the Temple and 'Palladio Bridge' (late 1760s-1770)
- Tottenham House, Wiltshire, work of unknown character (1770–76)
- Milton Hall, Cambridgeshire, alterations and interior decoration and garden temples (1770–76)
- Trinity House Chapel, Kingston upon Hull (1772)
- Amesbury Hall, Amesbury, Wiltshire, Chinese temple (1772)
- Theatre Royal, Liverpool, Lancashire (1772) demolished
- Milton Abbas, estate village for Milton Abbey (1773)
- Newburgh Priory, Coxwold, Yorkshire, alterations (1774)
- Hedsor House, Buckinghamshire (1778)

### Ирска
- Casino at Marino, Marino, Dublin (1758–76). Garden pavilion for 1st. Earl Charlemont. Open to the public.
- Marino House, Marino, Dublin. (1758–75) Alterations and additions to existing country house for 1st. Earl Charlemont. Demolished.
- Marino House, Marino, Dublin. Dragon gates. Relocated from original position.
- Castletown House, (1760) County Kildare, internal alterations of long gallery and other rooms and gate piers for Thomas Connolly.
- Slane Castle, County Meath, work of unknown nature (1760s)
- Charlemont House, Rutland (now Parnell) Square, Dublin (1762–75) for 1st. Earl Charlemont. City house. Adapted for use as City Art Gallery. Porch added by others. Rear section demolished.
- Headford, Co. Meath. (1765) Unexecuted design for country house with 13 bay garden front.
- Town Hall, Main Street, Strabane, Co. Tyrone. Design for steeple.
- Leinster House, Dublin, redecoration of first floor apartments on garden front (1767)
- Hunting lodge, Roxborough Castle, Moy, County Tyrone.(1768) Two unexecuted designs for Lord Charlemont.
- City Hall, Parliament Street, Dublin. (1768–1769). Unsuccessful competition entry.
- Rathfarnham Castle, County Dublin, refaced 16th. cent. castle, provided with Georgian windows, straight roof parapets with urns and Georgian interiors (1770–71) for Henry, 4th. Viscount Loftus, Later 1st. Earl of Ely.
- Lucan House, Lucan, Dublin (1773–75) for Agmondisham Vesey. Now Italian Embassy.
- Trinity College, College Green, Dublin, East range. ( 1775). Not built.
- Trinity College, College Green, Dublin, College Exam Hall. (1775) In use as exam hall and theatre.
- Trinity College, College Green, Dublin Collegiate chapel (c.1775-1797). In use as chapel.

### Шкотска
- Dunmore Pineapple, Falkirk, attributed (1761)
- Duddingston House, Duddingston, house, stables and temple (1763–68)
- 26 St Andrew Square, Edinburgh (1769)
- Dundas House, (now Royal Bank of Scotland), St Andrew Square, Edinburgh (1771–74)

- Генерални план Кју гарденс из 1763.
- Цветни врт и авиаријум у Кјуу, 1763.
- Менажерија у Кјуу, 1763.
- Кју гарденс, Лондон, оранжерија.
- Кју гарденс, Лондон, разрушени лук.
- Кју гарденс, Лондон, пагода.
- Пепер хароу хаус, Сари (Surrey).
- Вудсток, Градска кућа.
- Некадашња Dundas House, Едимбург
- Casino at Marino, Даблин.
-Dunmore ананас, Фолкарк, Шкотска.
- Палата Ричмонд (није реализовано).
- Државна кочија, Краљевске штале (Royal Mews), Лондон.
- , Лондон, обалска страна.
- , Лондон, обалски блок из дворишта.
- , Лондон, центар прилаза са Темзе.
- , Лондон, степениште у обалском блоку.
- , Лондон, соба у обалском блоку.
- , Лондон, изложбени простор, бивша Краљевска академија.
- , Лондон, бивши изложбени простор,(сада део галерија Courtauld).
- Osterley House, западни прилаз, остатак зграде Роберт Адам.
- Чејмберсова кућа лево од цркве.
- Melbourne House (касније Albany), Лондон.
- Капела Тринити колеџа, Даблин.

## Шира литература
- Amherst, Alicia (2006) [1910]. A History of Gardening in England (3rd изд.). Whitefish, Montana: Kessinger Publishing.
- Blomfield, Sir F. Reginald; Thomas, Inigo, Illustrator (1972) [1901]. The Formal Garden in England, 3rd ed. New York: McMillan and Co.
- Clifford, Derek (1967). A History of Garden Design (2nd изд.). New York: Praeger.
- Gothein, Marie-Luise Schröeter (1863-1931); Wright, Walter P. (1864-1940); Archer-Hind, Laura; Alden Hopkins Collection (1928) [1910]. History of Garden Art. 2. London & Toronto, New York: J. M. Dent; 1928 Dutton. ISBN 978-3-424-00935-4. 945 pages Publisher: Hacker Art Books; Facsimile edition edition (June 1972)  9780878170081;  978-0878170081.
- Gothein, Marie. Geschichte der Gartenkunst. München: Diederichs, (1988)  978-3-424-00935-4.
- Hadfield, Miles (1960). Gardening in Britain. Newton, Mass: C. T. Branford.
- Hussey, Christopher (1967). English Gardens and Landscapes, 1700–1750. Country Life.
- Грбић, М. (2015): Историја вртне уметности. Универзитет у Београду. Београд.  978-86-7299-227-4.